# جيمس ديبل
جيمس ديبل (بالإنجليزية: James Dibble) هو مذيع أخبار أسترالي، ولد في 4 فبراير 1923 في نيوتاون ‏ في أستراليا، وتوفي في 13 ديسمبر 2010 في Narrabeen ‏ في أستراليا بسبب سرطان.